# Atractus nicefori
Atractus nicefori är en ormart som beskrevs av Amaral 1930. Atractus nicefori ingår i släktet Atractus och familjen snokar. Inga underarter finns listade.
Arten förekommer i norra delen av bergstrakterna Cordillera Central och Cordillera Occidental i Colombia. Den lever i regioner som ligger 2000 till 2500 meter över havet. Atractus nicefori vistas i fuktiga skogar. Den gräver i lövskiktet och i det översta jordlagret. Honor lägger ägg.
Skogens omvandling till odlingsmark hotar beståndet. Denna orm är allmänt sällsynt. IUCN kategoriserar arten globalt som sårbar.